# Инсоляция

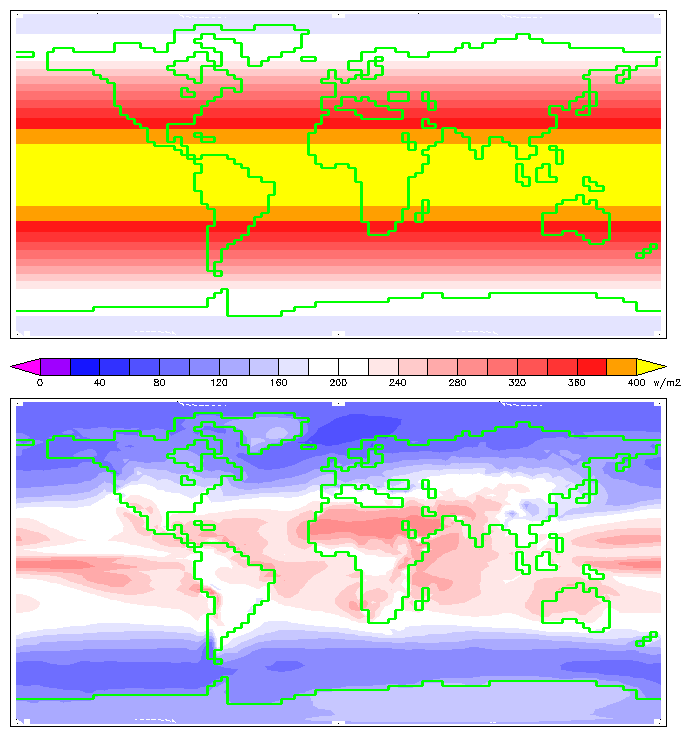
Среднегодовая инсоляция (мощность, Вт/м^{2}) в верхней части земной атмосферы (вверху) и на поверхности планеты (внизу, расчетные данные)

Инсоля́ция (от лат. in «внутрь» + sōl «солнце») — облучение поверхностей солнечным светом (солнечной радиацией), поток солнечной радиации на поверхность; облучение поверхности или пространства параллельным пучком лучей, поступающих с направления, в котором виден в данный момент центр солнечного диска.
Этот термин используется в основном в гигиене, архитектуре и строительной светотехнике. Различают астрономическую, вероятную и фактическую инсоляцию.
Астрономическая инсоляция определяется вращениями Земли вокруг Солнца и собственной оси, наклонённой под углом 23,5° к эклиптике. Земному наблюдателю она представляется гармоническим колебанием положения солнечной параллели относительно небесного экватора с периодом в 365 суток и угловым фазовым смещением (склонением Солнца).
Вероятная инсоляция зависит от состояния атмосферы и облачного покрова. Продолжительность вероятной инсоляции на территории Российской Федерации составляет около 50 % продолжительности астрономической инсоляции и определяется, в основном, высотой стояния Солнца.
Фактическая инсоляция всегда отличается от вероятной и может быть определена лишь натурными наблюдениями. Фактическая инсоляция зависит от ориентации и конфигурации застройки, оконных проёмов, положения расчётного помещения, балконов и лоджий.
Нормирование и расчёт инсоляции являются сейчас, пожалуй, наиболее острой светотехнической, экономической и социально-правовой проблемой. С переходом землепользования и строительства на рыночную основу требования норм инсоляции жилищ стали одним из главных факторов, сдерживающим стремления инвесторов, владельцев и арендаторов земельных участков к переуплотнению городской застройки с целью получения максимальной прибыли.

## Методы расчёта инсоляции

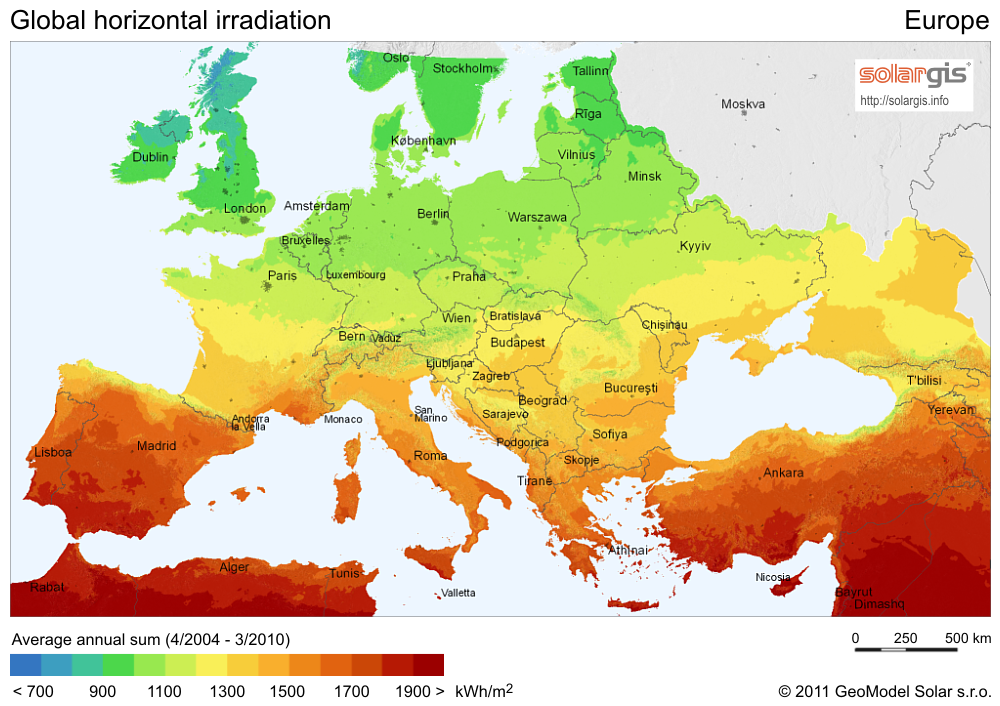
Среднегодовая инсоляция (энергия, кВт*час/м^{2}) на территории Европы

Различают геометрические (пространственно-временные) и энергетические методы расчета инсоляции.
Геометрические методы отвечают на вопросы: куда, с какого направления и какой площади сечения, в какое время дня и года и на протяжении какого времени поступает (или не поступает) поток солнечных лучей.
Энергетические методы определяют плотность потока, создаваемую им облучённость и экспозицию в лучистых или эффективных (световых, эритемных, бактерицидных и др.) единицах измерения.
Разработка методов, не выходящих за рамки классических разделов математики и физики, в основном была завершена в 70-х гг. XX столетия. В настоящее время созданы алгоритмы и компьютерные программы, позволяющие рассчитывать любые характеристики инсоляции и вызываемых ею фотохимических и биологических эффектов.